# Apocephalus similis
Apocephalus similis är en tvåvingeart som beskrevs av Malloch 1912. Apocephalus similis ingår i släktet Apocephalus och familjen puckelflugor. Inga underarter finns listade i Catalogue of Life.